# (33104) 1997 YJ13
1997 YJ13 (asteroide 33104) é um asteroide da cintura principal. Possui uma excentricidade de 0.08285580 e uma inclinação de 8.33184º.
Este asteroide foi descoberto no dia 29 de dezembro de 1997[ligação inativa] por Spacewatch em Kitt Peak.